# José María González Santos
José María González Santos (Róterdam, 22 de septiembre de 1975), conocido popularmente como Kichi, es un historiador, profesor, político español y alcalde de la ciudad de Cádiz entre los años 2015 y 2023. En 2015 se presentó bajo la confluencia Por Cádiz Sí Se Puede, siendo investido alcalde el 13 de junio  gracias al apoyo de Ganemos Cádiz (8 concejales), PSOE (5 concejales) y Ganar Cádiz en Común (2 concejales), relevando en el cargo a la anterior alcaldesa del PP, Teófila Martínez, que llevaba veinte años al frente del consistorio. Posteriormente, en 2019, ganó las elecciones bajo la coalición Adelante Cádiz, obteniendo cinco ediles más que en los comicios anteriores, quedándose a un único concejal de obtener mayoría absoluta.

## Biografía

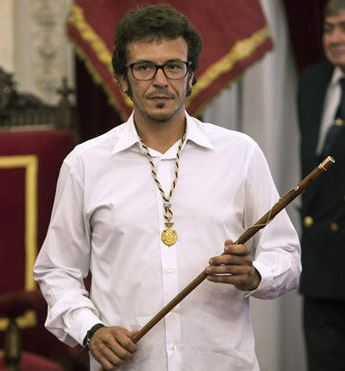
Kichi durante su toma de posesión en junio de 2015

Aunque nació en la ciudad neerlandesa de Róterdam, en el seno de una familia de emigrantes españoles, se estableció con su padre, José María González Taboas y su madre en Cádiz a los cuatro años. 
Es licenciado en Geografía e Historia por la Universidad de Cádiz.
José María González era conocido en el mundo del carnaval gaditano, al ser componente de la comparsa de Jesús Bienvenido desde sus inicios. Su compromiso social se inició como voluntario de la parroquia de La Pastora con adolescentes en riesgo de exclusión.

### Vida política
El 27 de marzo de 2015 fue elegido por mayoría como líder de Por Cádiz sí se puede, filial de Podemos en Cádiz. El 25 de mayo quedó segundo en las elecciones municipales de Cádiz, pero con el apoyo del PSOE y Ganemos Cádiz (que incluía a IU y Equo) fue investido alcalde de la ciudad el 13 de junio de 2015, anunciando que no estaría en el cargo más de dos legislaturas, cosa que además firmó ante notario.
En las elecciones municipales de 2019, se presentó como líder por Adelante Cádiz, partido que se situaría como primera fuerza política en el municipio de Cádiz al conseguir trece concejales.
En noviembre de 2022 anunció que no se presentaría a la reelección en 2023, cumpliendo así su promesa de no buscar un tercer mandato.

## Controversias judiciales
Desde la llegada a la alcaldía de José María González, su equipo de gobierno se ha enfrentado a diversas causas judiciales, todas las cuales han sido archivadas. Entre ellas están el llamado caso Loreto, por supuestas calumnias al PP, el caso Chiringuitos, la denuncia de Abogados Cristianos por izar la bandera LGTBIQ+ en el Ayuntamiento, la denuncia de Europa Laica por otorgar la medalla de oro de la ciudad a la Virgen del Rosario o la promovida por la organización Acción y Comunicación sobre Oriente Medio (ACOM) por cancelar un ciclo de cine israelí.

## Vida privada
José María González tiene dos hijas con su actual pareja, la también política Teresa Rodríguez, y otros dos hijos de una relación anterior.